# Exix
Exix – rodzaj błonkówek z rodziny męczelkowatych. Gatunkiem typowym jest Exix mexicana.

## Zasięg występowania
Ameryka Północna i Południowa..

## Biologia i ekologia
Żywiciele przedstawicieli tego rodzaju nie są znani.

## Systematyka
Do rodzaju zaliczanych jest 7 opisanych gatunków:
- Exix bahia Mason, 1981
- Exix colorados Mason, 1981
- Exix columbica Mason, 1981
- Exix itatiaia Souza-Gessner, Bortoni & Penteado-Dias, 2016
- Exix mexicana Mason, 1981
- Exix schunkei (Nixon, 1965)
- Exix tinalandica Mason, 1981